# Bonaventura Cavalieri

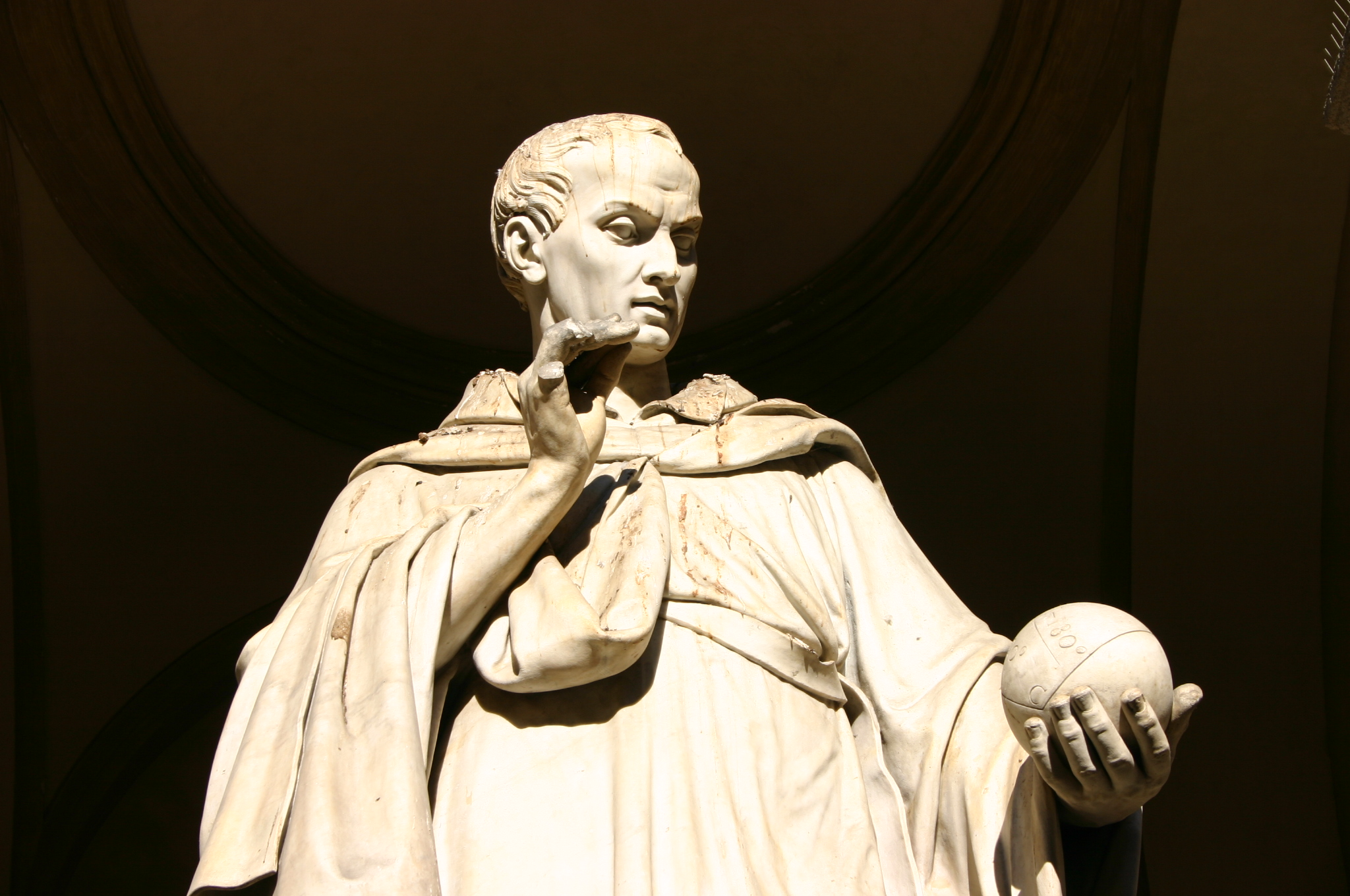
Monumento a Cavalieri por Giovanni Antonio Labus, Palacio de Brera, Milán, 1844

Bonaventura Cavalieri (Milán, 1598-Bolonia, 1647), matemático italiano perteneciente a la orden de los Jesuatos, considerado uno de los precursores del cálculo infinitesimal moderno.

## Biografía
Al nacer, Bonaventura Cavalieri recibió el nombre de Francesco. Su padre se llamaba Bonaventura Cavalieri, pero cuando Francesco ingresó en la orden religiosa de los jesuatos en Milán en 1615, adoptó el nombre de Bonaventura. Siempre se le conoce por ese nombre. La orden religiosa de los jesuatos, a la que se unió, fue fundada por Giovanni Colombini de Siena y su amigo Francesco Miani en 1660. Al principio, los jesuatos atendían a los enfermos de la peste negra, pero la orden fue reclutando a menos personas con el paso del tiempo. En 1606 se intentó animar a más jóvenes a unirse. Aunque tuvieron cierto éxito en el reclutamiento, y en particular Cavalieri se unió, sin embargo la orden finalmente fracasó y fue disuelta por el papa Clemente IX en 1668. La orden se llamaba "Jesuati" porque sus sermones siempre empezaban y terminaban con el nombre de "Jesús" gritado. Como jesuato, Cavalieri siempre llevaba sandalias y se flagelaba a diario.
Tras un año en Milán, en 1616 se trasladó al monasterio jesuato de Pisa, el monasterio de San Girolamo, donde, salvo un año que pasó en Florencia hacia 1617, permaneció hasta 1620. En Pisa, Cavalieri recibió clases de matemáticas de Benedetto Antonio Castelli, profesor de matemáticas de la Universidad de Pisa. Castelli había sido nombrado en Pisa en 1611 y tenía fama de ser un buen profesor, por lo que los estudiantes venían de muchas regiones diferentes para estudiar con él. Castelli era benedictino, pero como no había ningún monasterio benedictino en Pisa, Castelli vivía en el monasterio jesuato de la ciudad. Enseñó a Cavalieri geometría y le introdujo en las ideas de Galileo. El interés de Cavalieri por las matemáticas había sido estimulado por los Elementos de Euclides y, tras conocer a Galileo, se consideró discípulo del astrónomo. El encuentro con Galileo fue organizado por el cardenal Federico Borromeo, que había mantenido correspondencia con Castelli. El propio cardenal vio claramente el genio de Cavalieri mientras estaba en el monasterio de Milán.
Esto dio lugar a más de 100 cartas de Cavalieri a Galileo en el período 1619-1641. Galileo no contestó a todas ellas, sino que envió una carta ocasional a Cavalieri; de éstas, todas, excepto unas pocas, han desaparecido.
Cavalieri era tan prometedor que a veces se hacía cargo de las clases de Castelli en la universidad. Urbano Diviso, alumno de Cavalieri y primer biógrafo que escribió unos 30 años después de la muerte de Cavalieri, afirmó que Castelli le dijo a Cavalieri que estudiara matemáticas, ya que eso le curaría de la depresión. Sin embargo, no hay ninguna otra prueba de esta afirmación y, ciertamente, algunas afirmaciones comprobables en el relato de Diviso sobre la vida de Cavalieri son incorrectas.
En 1619, Cavalieri se presentó a la cátedra de matemáticas de Bolonia, que había quedado vacante tras la muerte de Giovanni Antonio Magini, pero no tuvo éxito, ya que se le consideraba demasiado joven para un puesto de esa antigüedad. Tampoco consiguió la cátedra de matemáticas en otras universidades, como Roma y Pisa, cuando Castelli se marchó a Roma en 1626. El propio Cavalieri culpó al hecho de pertenecer a la orden de los jesuitas como la razón de su falta de éxito en estas solicitudes. Consideraba que la orden no era popular en Roma, lo que sin duda era cierto, pero es imposible saber si esto explicaba el fracaso de sus solicitudes. Sin embargo, progresó en su carrera clerical. En 1621, Cavalieri se convirtió en diácono y asistente del cardenal Federico Borromeo en el monasterio de San Girolamo de Milán. Fue durante su estancia en Milán cuando comenzó a desarrollar su método de indivisibles por el que es famoso hoy en día. Enseñó teología en Milán hasta 1623, cuando fue nombrado prior de San Pedro en Lodi. Después de tres años en Lodi, se fue al monasterio de los Jesuatos en Parma, donde fue prior-
En el otoño de 1626, durante un viaje de Parma a Milán, enfermó de gota, enfermedad que padecía desde la infancia y que le afectó hasta el final de su vida. Esta enfermedad le retuvo en Milán durante varios meses.
Pasó los tres años 1626-1629 en Parma. El 16 de diciembre de 1627 escribió a Galileo y al cardenal Federico Borromeo diciéndoles que había terminado su libro Geometria. Éste contiene el método de los indivisibles, que se convirtió en un factor de desarrollo del cálculo integral. En 1629, Cavalieri fue nombrado catedrático de matemáticas en Bolonia. Su candidatura había sido apoyada por Galileo, que:
... en 1629, escribió a Cesare Marsili, un caballero de Bolonia y miembro de la Accademia dei Lincei, que había recibido el encargo de encontrar un nuevo profesor de matemáticas. En su carta, Galileo decía de Cavalieri que "pocos, si acaso, desde Arquímedes, han profundizado tanto y tan profundamente en la ciencia de la geometría". En apoyo de su candidatura al puesto de Bolonia, Cavalieri envió a Marsili su manuscrito de geometría y un pequeño tratado sobre las secciones cónicas y sus aplicaciones en óptica. El testimonio de Galileo, como le escribió Marsili, indujo a los "Señores del Regimiento" a confiar la primera cátedra de matemáticas a Cavalieri, que la ocupó ininterrumpidamente desde 1629 hasta su muerte.
La cátedra de matemáticas de Bolonia no fue el único cargo que recibió, ya que también fue nombrado prior del convento de los jesuitas de Bolonia, adjunto a la iglesia de Santa Maria della Mascarella. Esta era una situación ideal para Cavalieri, que ahora tenía la tranquilidad de emprender investigaciones matemáticas en el convento de los jesuitas mientras enseñaba matemáticas en la universidad, donde podía tener contactos con otros matemáticos. Publicó once libros durante sus dieciocho años en Bolonia. Sin embargo, su salud se deterioró en la época de su nombramiento en Bolonia, y sufrió problemas en las piernas que persistieron durante el resto de su vida. De hecho, el nombramiento de Cavalieri en Bolonia había sido, en primera instancia, para un periodo de prueba de tres años, pero, como explicamos a continuación, fue prorrogado.
El manuscrito de geometría de Cavalieri, que había sido un factor para su nombramiento en Bolonia, aunque se terminó en diciembre de 1627, no se publicó hasta 1635. La teoría de los indivisibles, presentada en su Geometria indivisibilibus continuorum nova quadam ratione promota de 1635, era un desarrollo del método de agotamiento de Arquímedes que incorporaba la teoría de Kepler de las cantidades geométricas infinitesimales. Esta teoría permitió a Cavalieri hallar de forma sencilla y rápida el área y el volumen de diversas figuras geométricas. Howard Eves escribe [26]:-
El tratado de Cavalieri sobre el método de los indivisibles es voluble y no está claramente escrito, y no es fácil aprender de él precisamente lo que Cavalieri quería decir con un "indivisible". Parece que un indivisible de una pieza plana dada es una cuerda de la pieza, y una pieza plana puede considerarse como formada por un conjunto paralelo infinito de tales indivisibles. Del mismo modo, parece que un indivisible de un sólido dado es una sección plana de ese sólido, y un sólido puede considerarse como formado por un conjunto paralelo infinito de este tipo de indivisibles. Ahora bien, según Cavalieri, si deslizamos cada miembro de un conjunto paralelo de indivisibles de alguna pieza plana a lo largo de su propio eje, de modo que los puntos extremos de los indivisibles sigan trazando un límite continuo, entonces el área de la nueva pieza plana así formada es la misma que la de la pieza plana original, en la medida en que las dos piezas están formadas por los mismos indivisibles. Un deslizamiento similar de los miembros de un conjunto paralelo de indivisibles de un sólido dado dará lugar a otro sólido que tendrá el mismo volumen que el original.
(Este último resultado se puede ilustrar de forma llamativa tomando una pila vertical de cartas y empujando luego los lados de la pila hacia superficies curvas; el volumen de la pila desordenada es el mismo que el de la pila original). Estos resultados dan los llamados principios de Cavalieri:
1. Si dos piezas planas están incluidas entre un par de líneas paralelas, y si las longitudes de los dos segmentos cortados por ellas en cualquier línea paralela a las líneas incluidas son siempre iguales, entonces las áreas de las dos piezas planas son también iguales.
2. Si dos sólidos están incluidos entre un par de planos paralelos, y si las áreas de las dos secciones cortadas por ellos en cualquier plano paralelo a los planos de inclusión son siempre iguales, entonces los volúmenes de los dos sólidos son también iguales.
El método de los indivisibles no se fundamentó de forma rigurosa y su libro fue ampliamente atacado. En particular, Paul Guldin atacó a Cavalieri: 
El debate entre Cavalieri y Guldin suele mencionarse en relación con las objeciones formuladas por Guldin al uso que hace Cavalieri de los indivisibles. Aunque esa es probablemente la cuestión principal entre Cavalieri y Guldin, una lectura más atenta del debate nos permitirá indicar la existencia de otras cuestiones interesantes...
El argumento se centra realmente en el hecho de que Guldin era un geómetra clásico que seguía los métodos de los antiguos matemáticos griegos. Sin embargo, su primer punto es acusar a Cavalieri de plagiar la Stereometria Doliorum (1615) de Kepler y la Curvi ac Recti Proportio (1630) de Sover. Hay algo en su argumento relacionado con Kepler, ya que en esa obra Kepler sí considera un círculo como un polígono infinito compuesto de infinitesimales. Sin embargo, los indivisibles de Cavalieri son diferentes de los infinitesimales de Kepler. En cuanto a la referencia a Sover, Cavalieri, en su defensa, señaló que escribió su libro antes de que se publicara el de Sover. Guldin atacó a los indivisibles de Cavalieri argumentando que cuando una superficie se genera girando una línea alrededor del eje, la superficie no es sólo un conjunto de líneas. Escribe :
En mi opinión, ningún geómetra concederá a Cavalieri que la superficie es, y podría, en el lenguaje geométrico llamarse "todas las líneas de tal figura"; nunca, de hecho, pueden llamarse superficies a varias líneas, o a todas las líneas; pues, la multitud de líneas, por muy grande que sea, no puede componer ni la más pequeña superficie.
Como escribe Mancosu, Guldin era un geómetra "clasicista", impregnado de la idea de la construcción explícita, escéptico ante las consideraciones sobre el infinito en el ámbito de la geometría, y receloso ante el riesgo de acabar con una teoría atomista del continuo.
Si uno se pregunta si tiene razón Guldin o Cavalieri, la respuesta debe ser Cavalieri. Sin embargo, un lado positivo del ataque de Guldin fue que Cavalieri mejoró su exposición publicando Exercitationes geometricae sex (1647), que se convirtió en la principal fuente para los matemáticos del siglo XVII.
Cavalieri también fue responsable en gran medida de la introducción de los logaritmos como herramienta computacional en Italia a través de su libro Directorium Generale Uranometricum. Ya hemos mencionado que su nombramiento en Bolonia fue inicialmente por un periodo de tres años. Este libro de logaritmos fue publicado por Cavalieri como parte de su exitosa solicitud de prórroga del cargo. Las tablas de logaritmos que publicó incluían logaritmos de funciones trigonométricas para uso de los astrónomos.
La obra está dividida en tres partes, dedicadas a los logaritmos, la trigonometría plana y la trigonometría esférica. Además de notables innovaciones en la terminología, la obra incluye importantes demostraciones de las reglas del triángulo esférico de John Napier y el teorema de la cuadratura de cada triángulo esférico que, atribuido a Albert Girard, fue posteriormente reivindicado por Joseph Lagrange.
Galileo elogió a Cavalieri por sus trabajos sobre los logaritmos, en particular el libro que escribió titulado Cien problemas variados para ilustrar el uso de los logaritmos (1639).
Cavalieri también escribió sobre secciones cónicas, trigonometría, óptica, astronomía y astrología. Desarrolló una regla general para la distancia focal de las lentes y describió un telescopio reflector. También trabajó en una serie de problemas de movimiento. Piero Ariotti escribe que, en relación con el telescopio reflector:
... La obra de interés de Cavalieri es su "Specchio ustorio", impreso en 1632 y reimpreso en 1650. En esta obra, Cavalieri se ocupó de los espejos reflectantes con el propósito expreso de resolver la antigua disputa de cómo Arquímedes supuestamente quemó la flota romana que estaba asediando Siracusa en el año 212 a.C. El libro, sin embargo, va mucho más allá del propósito declarado y trata sistemáticamente las propiedades de las secciones cónicas, la reflexión de la luz, el sonido, el calor (¡y el frío!), los problemas cinemáticos y dinámicos, y la idea del telescopio reflectante.
La afirmación de Cavalieri de que se obtendría un telescopio combinando espejos cóncavos con lentes cóncavas ha llevado a algunos historiadores a afirmar que Cavalieri inventó el telescopio reflector antes que James Gregory o Isaac Newton.
Incluso publicó varios libros sobre astrología, uno en 1639 titulado Nuova pratica astromlogica y otro, su última obra, Trattato della ruota planetaria perpetua en 1646. Sin embargo, aunque utilizan la terminología de la astrología, son obras astronómicas serias. Cavalieri no creía que se pudiera predecir el futuro a partir de consideraciones astrológicas y, desde luego, no practicaba la astrología. Lo dice claramente en su obra de 1639.
Cavalieri mantuvo correspondencia con muchos matemáticos, como Galileo, Mersenne, Renieri, Rocca, Torricelli y Viviani. Torricelli se deshizo en elogios hacia los métodos de Cavalieri escribiendo, No me atrevo a afirmar que esta geometría de los indivisibles sea realmente un nuevo descubrimiento. Creo más bien que los antiguos geómetras se sirvieron de este método para descubrir los teoremas más difíciles, aunque en su demostración hayan preferido otra manera, ya sea para ocultar el secreto de su arte o para no dar ocasión a la crítica de los detractores invidiosos. Sea como fuere, lo cierto es que esta geometría representa una maravillosa economía de trabajo en las demostraciones y establece innumerables teoremas, casi inescrutables, mediante demostraciones breves, directas y afirmativas, de las que era incapaz la doctrina de los antiguos. La geometría de los indivisibles era, en efecto, en el zarzal matemático, el llamado camino real, y el que Cavalieri abrió por primera vez y expuso al público como un dispositivo de maravillosa invención.
De hecho, Torricelli continuó desarrollando las ideas que Cavalieri introdujo en Arithmetica infinitorum (1655). Quizá el alumno más famoso de Cavalieri fue Stefano degli Angeli. Estudió con Cavalieri en Bolonia en una época en la que Cavalieri era bastante mayor y sufría de artritis. Angeli escribió muchas de las cartas que Cavalieri envió a sus compañeros matemáticos durante su época de estudio.
Los problemas de Cavalieri con las piernas, empezaron alrededor de 1629, y tuvo también antiguos problemas de gota. En 1636 sufría mucho de gota y, para buscar una cura, fue al balneario de Arcetri donde pasó el verano. En esa época, Galileo vivía bajo arresto domiciliario en Arcetri, y Cavalieri pasó el verano discutiendo con él sobre matemáticas. Al volver a Bolonia, la vida se volvió cada vez más difícil para Cavalieri. Su salud no había mejorado y las autoridades universitarias le presionaban para que trabajara en astronomía en lugar de en matemáticas, el tema que Cavalieri amaba. Tuvo la oportunidad de abandonar Bolonia cuando le ofrecieron la cátedra de matemáticas en Pisa, pero la rechazó. El cardenal Federico Borromeo le ofreció un puesto en la Biblioteca Ambrosiana de Milán, pero de nuevo Cavalieri prefirió quedarse en Bolonia. En 1646 su salud se había deteriorado tanto que se vio obligado a abandonar la enseñanza. Al año siguiente, cuando murió, estaba totalmente lisiado y no podía caminar. Fue enterrado en la iglesia de Santa Maria della Mascarella de Bolonia.

## Obra
De 1632 a 1646, Cavalieri publicó once libros que trataban problemas de astronomía, óptica, movimiento y geometría.

### Obra de óptica
El primer libro de Cavalieri, publicado por primera vez en 1632 y reimpreso una vez en 1650, fue Lo Specchio Ustorio, overo, Trattato delle settioni coniche, o El Espejo ardiente, o un Tratado sobre las secciones cónicas. El objetivo de Lo Specchio Ustorio era abordar la cuestión de cómo Arquímedes pudo haber utilizado espejos para quemar la flota romana cuando se acercaba a Siracusa, una cuestión aún en debate. El libro fue más allá de este propósito y también exploró las secciones cónicas, las reflexiones de la luz y las propiedades de las parábolas. En este libro desarrolló la teoría de los espejos con forma de parábolas, hipérbolas y elipses, y varias combinaciones de estos espejos. Demostró que si, como se demostró más tarde, la luz tiene una velocidad finita y determinada, hay una interferencia mínima en la imagen en el foco de un espejo parabólico, hiperbólico o elíptico, aunque esto era teórico, ya que los espejos necesarios no podían construirse con la tecnología contemporánea. Esto produciría mejores imágenes que los telescopios que existían en la época.

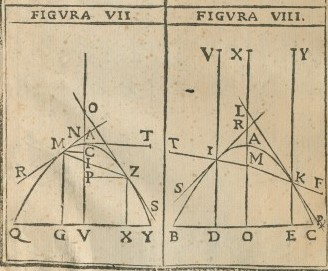
Figuras geométricas de Lo Speccio Ustorio, utilizadas en las pruebas de las propiedades de las superficies reflectantes parabólicas.

También demostró algunas propiedades de las curvas. La primera es que, para un rayo de luz paralelo al eje de una parábola y reflejado de forma que pase por el foco, la suma del ángulo incidente y su reflexión es igual a la de cualquier otro rayo similar. A continuación, demostró resultados similares para las hipérbolas y las elipses. El segundo resultado, útil en el diseño de telescopios reflectores, es que si se extiende una línea desde un punto exterior de una parábola hasta el foco, entonces la reflexión de esta línea en la superficie exterior de la parábola es paralela al eje. Otros resultados incluyen la propiedad de que si una línea pasa por una hipérbola y su foco externo, entonces su reflexión en el interior de la hipérbola pasará por el foco interno; la inversa de la anterior, que un rayo dirigido a través de la parábola al foco interno se refleja desde la superficie exterior al foco externo; y la propiedad de que si una línea pasa por un foco interno de una elipse, su reflexión en la superficie interna de la elipse pasará por el otro foco interno. Aunque algunas de estas propiedades ya se habían observado anteriormente, Cavalieri dio la primera prueba de muchas de ellas.
Lo Specchio Ustorio también incluía una tabla de superficies reflectantes y modos de reflexión para su uso práctico.
La obra de Cavalieri también contenía diseños teóricos para un nuevo tipo de telescopio que utilizaba espejos, un telescopio reflector, inicialmente desarrollado para responder a la cuestión del Espejo de Arquímedes y luego aplicado a una escala mucho menor como telescopios. Ilustró tres conceptos diferentes para incorporar espejos reflectantes en su modelo de telescopio. El primer plan consistía en un gran espejo cóncavo dirigido hacia el sol para reflejar la luz en un segundo espejo convexo más pequeño. El segundo concepto de Cavalieri consistía en un espejo principal, truncado y parabólico, y un segundo espejo convexo. Su tercera opción mostraba un gran parecido con su concepto anterior, sustituyendo la lente secundaria convexa por una lente cóncava.

### Trabajo en geometría y el método de los indivisibles

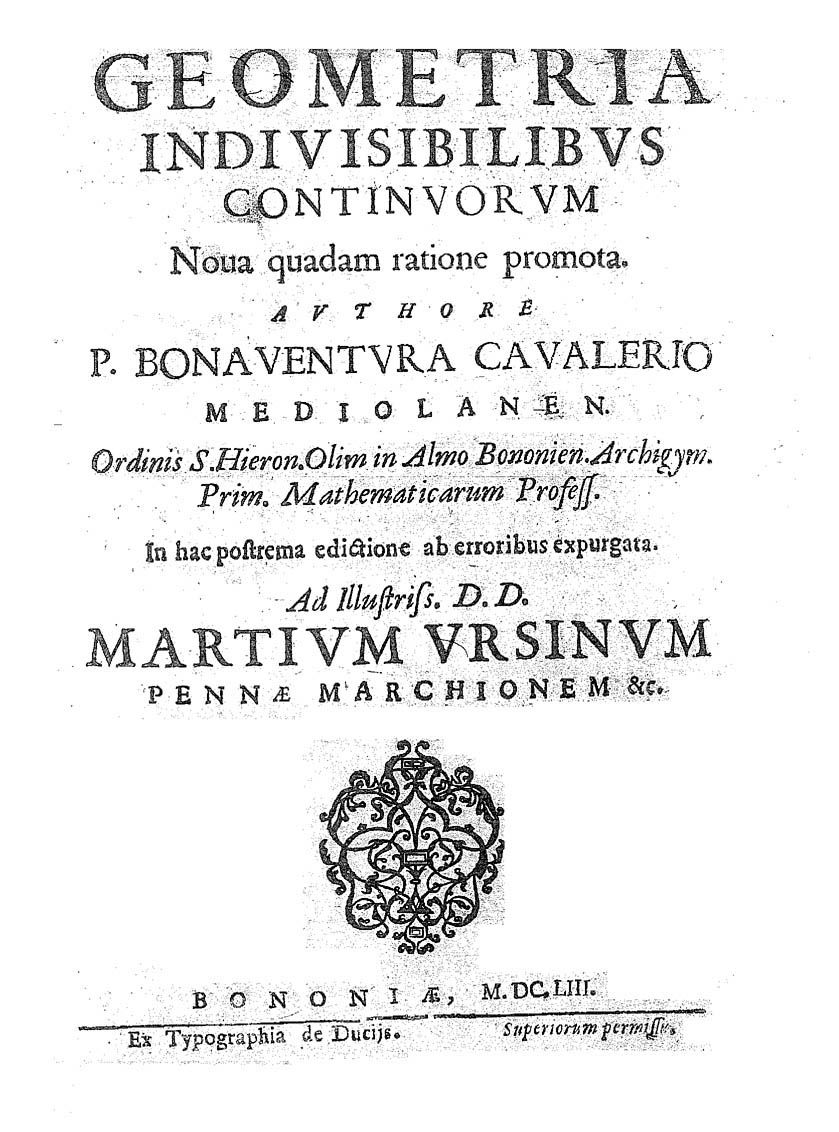
El frontispicio de la Geometria indivisibilibus

Inspirado por los trabajos anteriores de Galileo, Cavalieri desarrolló un nuevo enfoque geométrico llamado método de los indivisibles para el cálculo y publicó un tratado sobre el tema, Geometria indivisibilibus continuorum nova quadam ratione promota, o Geometría, desarrollada por un nuevo método a través de los indivisibles de los continuos. Fue escrita en 1627, pero no se publicó hasta 1635. En esta obra, Cavalieri considera una entidad denominada en el texto como todas las líneas o todos los planos de una figura, un número indefinido de líneas o planos paralelos dentro de los límites de una figura que son comparables al área y al volumen, respectivamente, de la figura. Los matemáticos posteriores, mejorando su método, tratarían "todas las líneas" y "todos los planos" como equivalentes o iguales al área y al volumen, pero Cavalieri, en un intento de evitar la cuestión de la composición del continuo, insistió en que ambos eran comparables pero no iguales.
Estos elementos paralelos se denominan indivisibles, respectivamente, del área y del volumen, y proporcionan los bloques de construcción del método de Cavalieri, y son también características fundamentales del cálculo integral.  También utilizó el método de los indivisibles para calcular el resultado que ahora se escribe {\displaystyle \int _{0}^{1}x^{2}dx=1/3}, en el proceso de cálculo del área encerrada en una Espiral de Arquímedes, que posteriormente generalizó a otras figuras, demostrando, por ejemplo, que el volumen de un cono es un tercio del volumen de su cilindro circunscrito.
Una aplicación inmediata del método de los indivisibles es el principio de Cavalieri, que afirma que los volúmenes de dos objetos son iguales si las áreas de sus correspondientes secciones transversales son en todos los casos iguales. Dos secciones transversales se corresponden si son intersecciones del cuerpo con planos equidistantes de un plano base elegido. (El mismo principio había sido utilizado anteriormente por Zu Gengzhi (480–525) de China, en el caso concreto del cálculo del volumen de la esfera.)
El método de los indivisibles tal y como lo expuso Cavalieri era potente, pero su utilidad estaba limitada en tres aspectos. En primer lugar, aunque las pruebas de Cavalieri eran intuitivas y posteriormente se demostró que eran correctas, no eran rigurosas; en segundo lugar, su escritura era densa y opaca; en tercer lugar, el tratamiento del continuo como compuesto de infinitesimales fue condenado en su momento en Italia por la orden de los jesuitas como un rasgo de atomismo, una doctrina prohibida. Aunque muchos matemáticos contemporáneos impulsaron el método de los indivisibles, a menudo sin tener en cuenta las limitaciones que Cavalieri impuso al uso de los infinitesimales para evitar la polémica, la recepción crítica de la Geometria indivisibilius fue severa. Andre Taquet y Paul Guldin publicaron sendas respuestas a la Geometria indivisibilus. La crítica de Guldin, particularmente profunda, sugería que el método de Cavalieri se derivaba del trabajo de Johannes Kepler y Bartholomew Sover, atacaba su método por falta de rigor, y luego argumentaba que no puede haber una proporción significativa entre dos infinitos, y por lo tanto no tiene sentido comparar uno con otro.
Las Exercitationes geometricae sex o Seis ejercicios geométricos (1647) de Cavalieri fueron escritas en respuesta directa a las críticas de Guldin. Inicialmente se redactó como un diálogo a la manera de Galileo, pero los corresponsales desaconsejaron el formato por ser innecesariamente incendiario. Las acusaciones de plagio carecían de fundamento, pero gran parte de las Exercitationes se referían a la sustancia matemática de los argumentos de Guldin. Argumentó, de forma poco sincera, que su trabajo consideraba "todas las líneas" como una entidad separada del área de una figura, y luego argumentó que "todas las líneas" y "todos los planos" no trataban del infinito absoluto, sino del relativo, y por tanto podían compararse. Estos argumentos no convencieron a los contemporáneos. Los Exercitationes representaron, sin embargo, una mejora significativa del método de los indivisibles. Aplicando transformaciones a sus variables, generalizó su resultado integral anterior, mostrando que{\displaystyle \int _{0}^{1}x^{n}dx=1/(n+1)} para n=3 a n=9, lo que ahora se conoce como fórmula de cuadratura de Cavalieri.

### Trabajos en astronomía
Hacia el final de su vida, Cavalieri publicó dos libros sobre astronomía. Aunque utilizan el lenguaje de la astrología, afirma en el texto que no creía ni practicaba la astrología. Esos libros fueron la Nuova pratica astromlogica (1639) y el Trattato della ruota planetaria perpetua (1646).

### Otros trabajos
Publicó tablas de logaritmos, destacando su uso práctico en los campos de la astronomía y la geografía.
Cavalieri también construyó una bomba hidráulica para un monasterio que dirigía. El duque de Mantua obtuvo una similar.

## Reconocimientos
- El cráter lunar Cavalerius lleva este nombre en su honor.